# Озтрак, Орхан
Орхан Озтрак (1914 — 30 декабря 1995) — турецкий юрист и политик, занимал посты министра внутренних дел, а также таможни и монополий. Входил в состав Сената и Великого национального собрания.

## Биография
Родился в 1914 году в Малькаре. Происходил из семьи политиков и управленцев. Его отец, Мустафа Фаик Озтрак, был министром внутренних дел. Брат Аднан Озтрак — генеральным директором Корпорации турецкого радио и телевидения в 1964-71 годах. Младший брат Ильхан Озтрак занимал пост государственного министра.
Получил юридическое образование в Анкарском университете, после этого поступил в Университет Невшателя, который окончил со степенью доктора философии.
Был женат, двое детей, в том числе сын Фаик Озтрак